# José de Aquino Pereira
José de Aquino Pereira (* 22. April 1920 in Andrães, Vila Real, Portugal; † 17. November 2011 in São José do Rio Preto, Bundesstaat São Paulo, Brasilien) war ein portugiesischer Geistlicher und römisch-katholischer Bischof von Rio Preto.

## Leben
José de Aquino Pereira trat 1931 in das Priesterseminar von Vila Real ein. 1938 wechselte er an das Seminário Central do Ipiranga em São Paulo. Der Bischof von São Carlos do Pinhal, Gastão Liberal Pinto, spendete ihm am 3. Dezember 1944 in der Kathedrale von São Carlos die Priesterweihe. Er war in verschiedenen Ämtern im Ordinariat tätig. 
Papst Pius XII. ernannte ihn am 23. Januar 1958 zum ersten Bischof des im Vorjahr errichteten Bistums Dourados im brasilianischen Bundesstaat Mato Grosso. Bischof Ruy Serra von São Carlos do Pinhal spendete ihm am 13. April 1958 die Bischofsweihe; Mitkonsekratoren waren José Carlos de Aguirre, Bischof von Sorocaba, und Agnelo Rossi, Bischof von Barra do Piraí. Die Amtseinführung in seinem Bistum folgte am 26. Mai 1958. Sein bischöflicher Wahlspruch war „Oportet Illum Regnare“.
Papst Johannes XXIII. ernannte ihn am 26. März 1960 zum ersten Bischof von Presidente Prudente; er wurde am 2. Juli 1960 in dieses Amt eingeführt. Er nahm als Konzilsvater an allen vier Sitzungsperioden des Zweiten Vatikanischen Konzils teil.
Papst Paul VI. ernannte ihn am 6. Mai 1968 zum Bischof von Rio Preto; am 4. August 1968 wurde er in dieses Amt eingeführt. José de Aquino Pereira baute die beiden Diözesen grundlegend auf, gründete Priesterseminare, baute Kirchen und Pfarrzentren und richtete die Gemeinden im Sinne des Zweiten Vatikanischen Konzils aus.
Am 26. Februar 1997 nahm Papst Johannes Paul II. seinen altersbedingten Rücktritt an. Er starb an den Folgen einer Lungenentzündung im Hospital Beneficência Portuguesa de São José do Rio Preto.